# إريك والر
إريك والر (بالسويدية: Erik Waller)‏ هو ربان ‏ سويدي، ولد في 24 مارس 1887 في غوتنبرغ في السويد، وتوفي في 25 سبتمبر 1958.

## وصلات خارجية
- إريك والر على موقع اللجنة الأولمبية الدولية (الإنجليزية)
- إريك والر على موقع أوليمبيديا (الإنجليزية)
- إريك والر على موقع اللجنة الأولمبية السويدية (السويدية)